# The Notion Club Papers
The Notion Club Papers o Els Papers visionaris del Notion Club és el títol d'una novel·la abandonada de J. R. R. Tolkien escrita durant el 1945 i publicada de forma pòstuma a "La fi de la Tercera Edat", el novè volum de La història de la Terra Mitjana. És una història de viatges espaitemps-somnis, escrita mentre també es desenvolupava El Senyor dels Anells. La història gira entorn de les reunions d'un grup de debat d'art d'Oxford anomenat Notion Club, una ficció (i un joc de paraules) del propi grup de Tolkien, els Inklings.
Durant aquestes quedades, Alwin Arundel Lowdham parla dels seus somnis lúcids sobre Númenor; que a través dels seus somnis, "descobreix" molt sobre la història de Númenor i les llengües de la Terra Mitjana (sobretot, el Quenya, el Síndarin i l'Adûnaic- sent el darrer l'única font de la majoria del material d'Adûnaic). Malgrat no estar acabada, al final de la història que s'ha conservat, resulta evident que Lowdham és una reencarnació de la raça de l'Eléndil (Alwin és una modernització del nom Ælfwine, "amic dels elfs" en Anglès antic, o Elendil en Quenya). Altres membres del grup també mencionen els seus somnis vívids d'altres temps i llocs.
En Tolkien no només va crear trobades fictícies per aquests papers, sinó que també va crear una història fictícia per al manuscrit d'aquests papers. Segons els papers, les trobades van passar durant els anys 80'; també mencionen esdeveniments passats en els anys 70'. Gairebé una quarta part dels papers es van trobar entre sacs de papers de rebuig a Oxford per un tal Sr.Green. Aquest va publicar la primera edició que contenia fragments d'aquests papers, indicant que van ser escrits durant anys 80' per un dels participants. Dos estudiants van llegir aquesta edició, van demanar examinar els manuscrits i en van presentar un informe complert. Les "Notes de la Segona Edició", mencionen la evident contradicció en la data dels manuscrits i se'n presenta una alternativa: podrien haver estat escrits als anys 40'.
Aquests papers, que tenien comentaris de la Trilogia Còsmica de C. S. Lewis, són semblants al comentari de Lewis sobre el poema de Tolkien, La Balada de Leithian, on Lewis va crear una història fictícia d'una beca del poema i fins i tot referida a una tradició manuscrita per a recomanar canvis al poema.
Els Papers visionaris del Notion Club pot ser vist com un intent de reescriure El Camí Perdut, publicat i tractat a El Camí Perdut i Altres Escrits, com un altre intent de fer concordar la llegenda Númenóriana amb un conte més modern. Malgrat això, no hi ha connexió directa entre els escenaris moderns de les dues històries dins el marc fictici.
Jane Standford relaciona Els Papers visionaris del Notion Club amb Els Papers del Johnson Club en la seva biografia de John O'Connor Power, Aquest Irlandès. Els dos llibres tenen una portada semblant. El Johnson Club va ser una escola publica que quedava en tavernes com els Inklings. Els dos clubs presentaven papers 'que eren llegits vers els membres i comentats'. Samuel Johnson, així com Tolkien, tenia una forta connexió amb el Pembroke College (Oxford). Stanley Unwin, l'editor de Tolkien, era el nebot d'en Fisher Unwin, membre fundador del Johnson Club.
D'acord amb Christopher Tolkien, si el seu pare hagués continuat Els Papers visionaris del Notion Club, hauria connectat el món real d'Alwin Lowdham amb el seu ancestre epònim Ælfwine d'Anglaterra (qui va compilar els Contes Perduts) i amb Atlàntida. Un dels membres del Notion Club, Michael George Ramer, combina els somnis lúcids amb viatges en el temps i experimenta el tsunami que enfonsa Númenor. No pot dir si és història, fantasia, o quelcom entre els dos.
Els Papers visionaris del Notion Club menciona una gran tempesta durant el 1987 a Anglaterra, al 12 de Juny. Es pot veure com una curiositat, ja que aquesta tempesta va tenir lloc l'Octubre del 1987 i això va estar escrit als anys 40'.